# Thurlaston (Warwickshire)
Thurlaston – wieś w Anglii, w hrabstwie Warwickshire, w dystrykcie Rugby. Leży 21 km na wschód od miasta Warwick i 122 km na północny zachód od Londynu. W 2001 miejscowość liczyła 352 mieszkańców.